# Elliptio
Elliptio é um género de bivalve da família Unionidae.
Este género contém as seguintes espécies:
- Elliptio ahenea
- Elliptio angustata
- Elliptio arca
- Elliptio buckleyi
- Elliptio chipolaensis
- Elliptio complanata
- Elliptio congaraea
- Elliptio crassidens
- Elliptio dariensis
- Elliptio dilatata
- Elliptio downiei
- Elliptio folliculata
- Elliptio fraterna
- Elliptio fumata
- Elliptio hopetonensis
- Elliptio icterina
- Elliptio lanceolata
- Elliptio mcmichaeli
- Elliptio nigella
- Elliptio producta
- Elliptio roanokensis
- Elliptio shepardiana
- Elliptio spinosa
- Elliptio steinstansana
- Elliptio waltoni